# The Ultimate Collection (Madonna)
The Ultimate Collection je kompilacija glazbenih videa američke pjevačice Madonne. Izdana je u rujnu 2000. kao CD box pod Warner Music Vision. Sadržavala je 2 prijašnje kompilacije videa: The Immaculate Collection i The Video Collection 93:99 kombinirane u box set.

## Formati
Kompilacija je izdana kao VHS i DVD.

## Popis pjesama
The Immaculate Collection
- "Lucky Star"
- "Borderline"
- "Like a Virgin"
- "Material Girl"
- "Papa Don't Preach"
- "Open Your Heart"
- "La Isla Bonita"
- "Like a Prayer"
- "Express Yourself"
- "Cherish"
- "Oh Father"
- "Vogue"
- "Vogue" (izvedba s dodjele MTV-jevih nagrada 1990.) - samo na DVD izdanju

The Video Collection 93:99
- "Bad Girl"
- "Fever"
- "Rain"
- "Secret"
- "Take a Bow"
- "Bedtime Story"
- "Human Nature"
- "Love Don't Live Here Anymore" (Soulpower Remix)
- "Frozen"
- "Ray of Light"
- "Drowned World/Substitute For Love"
- "The Power of Good-Bye"
- "Nothing Really Matters"
- "Beautiful Stranger"